# 프리사
프리사(이탈리아어: Frisa)는 이탈리아 아브루초주 키에티도에 있는 코무네이다.